# Emil Felden
Emil Jakob Felden (* 7. Mai 1874 in Montigny bei Metz; † 4. Dezember 1959 in Bremen) war ein deutscher evangelischer Theologe, sozialistischer und pazifistischer Politiker (SPD) und Schriftsteller.

## Biografie
Felden wurde in Lothringen als Sohn eines Küfers und Gendarmen geboren. In Straßburg studierte er als liberaler Protestant neben Albert Schweitzer Theologie, aber auch Philosophie und Nationalökonomie. Nach der Ordination 1899 in Straßburg war er als Vikar und Hauslehrer in Alberschweiler im Département Moselle und 1900 in Dehlingen bei Zabern im heutigen Département Bas-Rhin tätig. Von 1904 bis März 1907 arbeitete er als Chefredakteur am Elsässischen Tageblatt in Colmar. Während dieser Zeit veröffentlichte er kleine Erzählungen und Romane und hielt viele Vorträge. Felden entwickelte eine Religiosität, die jedes kirchliches Dogma ablehnte. Er wurde dem theologischen Radikalismus zugerechnet und war politisch sehr fortschrittlich.
Nach kurzer Tätigkeit an der Freien christlichen Gemeinde in Mainz wurde Felden am 1. Oktober 1907 als Pfarrer der reformierten St.-Martini-Gemeinde in Bremen berufen. Als Pastor vertrat er eine ethische Naturreligiosität und orientierte sich an den Erkenntnissen der aktuellen Zeitgeschichte. Er gab neue Gesangbücher heraus und kritisierte die bremische Kaufmanngilde als rückständig. Die Martinigemeinde wurde durch ihn zur Arbeitergemeinde, im ständigen Streit mit konservativen, aber auch liberalen Pastoren. Das Abendmahl wurde bei ihm zum Brudermahl der Gemeinde. Felden setzte sich für die Rechte der Frauen und für die Trennung von Kirche und Staat ein. Nach dem Ersten Weltkrieg kämpfte er gegen den Antisemitismus, u. a. in seinem Roman Die Sünde wider das Volk (1921).
1919 wurde Felden Mitglied der SPD, von 1921 bis 1922 war er Mitglied in der Bremer Bürgerschaft und von 1923 bis 1924 Mitglied im Reichstag. Danach zog er sich aus der Parteipolitik zurück. Er fand in der Arbeiterschaft Zustimmung, bei den Parteifunktionären eher Misstrauen. 1927 würdigte er Friedrich Ebert in dem Roman Eines Menschen Weg. Albert Schweitzer äußerte sich über seinen ehemaligen Kommilitonen Felden: „Sein Idealismus machte ihn zum Kämpfer“.
Am 30. Juni 1933, nach der „Machtergreifung“ der Nationalsozialisten, wurde Felden aus dem Amt entlassen, auch wurden Bücher von ihm verbrannt. Von 1941 bis 1943 übernahm er nochmals eine Pfarrstelle im Elsass als Vakanzvertretung. Vor Kriegsende wurde er in die Pfalz evakuiert und war dort Redner und Präsident bei Versammlungen der wiedergegründeten Freireligiösen Landesgemeinde Pfalz. 1946 wurde er durch den Präsidenten des Kirchenausschusses der Bremischen Evangelischen Kirche rehabilitiert. Er lebte bis Ende 1952 in Mutterstadt und kehrte 1953 nach Bremen zurück.
Felden war verheiratet und hatte aus erster Ehe zwei Töchter und zwei Söhne, eine seiner Töchter war die bekannte Malerin und Kunstpädagogin Gerda Matejka-Felden. Er gehörte als Freimaurer der humanitären Großloge Freimaurerbund zur aufgehenden Sonne an.

### Ehrungen
Der Emil-Felden-Weg in Kattenturm im Stadtteil Bremen-Obervieland wurde nach ihm benannt.

## Werke
- Der Ultramontanismus im Reichsland am Ende des 19. Jahrhunderts. Heidelberg 1900.
- Die Kaninchenzucht. Stuttgart 1904, DNB 579795837. (mindestens 3 Auflagen)
- Der naschhafte Peter und andere Erzählungen. 1905.
- D’r Steinbür. E-n- elsassisch Volksteck. 1906.
- Kirche, Religion und Sozialdemokratie: Vortrag, gehalten am 2. Juli 1909 im Gewerkschaftshause zu Bremen. München 1909.
- Der Spiritismus und die anderen okkulten Systeme unserer Zeit. Oldenburg, Leipzig 1910.
- Alles oder nichts. Kanzelreden über Henrik Ibsens Schauspiele. Die Tat, Leipzig 1911.
- Die Trennung von Staat und Kirche. Diederichs, Jena 1911.
- Königskinder: Briefe aus schwerer Trennungszeit einer Ehe. Oldenburg, Leipzig 1914.
- Im Strome von Zeit und Ewigkeit. Ein Buch der Andacht für freie Menschen. Unesma, Leipzig 1917, DNB 58085468X.
- Im Kampf um Frieden. Ein Buch für freie Menschen. Berlin [1918], DNB 580854655.
- Menschen von Morgen. Ein Roman aus zukünftigen Tagen. Oldenburg, Leipzig [1918], DNB 580854671.
- Sieghafte Menschen. Roman in 2 Büchern. Oldenburg, Berlin [1920], DNB 573307849.
- Die Sünde wider das Volk. Roman. Oldenburg, Berlin 1921, DNB 573307873.
- Hinterm Deich. In: Reinhold Eichacker (Hrsg.): Haß. Antwort deutscher Dichter auf Versailles. Universal, München 1921, DNB 575475005.
- Der Mann mit dem harten Herzen und andere Märchen und Geschichten für Groß und Klein. Oldenburg, Berlin 1922.
- Albert Reinkings Höhenflug. Leipzig 1923, DNB 574716831.
- Krieg und Religion (= Kulturwille. Kleine Flugschriften, Heft 6). Leipzig; Wien 1924, DNB 579795853..
- Der Quellenhof. Roman. Friesen-Verlag, Bremen [1925].
- Eines Menschen Weg. Ein Fritz-Ebert-Roman. Friesen, Bremen 1927, DNB 573307881.
- Die grosse Sünde. Berlin: Sieben Stäbe-Verlags- u. Druckereigesellschaft, 1929, DNB 57979587X.